# 露丝·杰贝特
露丝·杰贝特（Ruth Jebet，1996年11月17日—）生于肯尼亚，是一名女子长跑和障碍赛运动员，16岁开始代表巴林比赛。在2016年奥运会上，她以8分59.75秒的成绩赢得女子3000米障碍赛金牌，为史上第二快的成绩，这也是巴林历史上获得的首枚奥运会金牌。
2016年8月27日，在2016年国际田联钻石联赛巴黎站上，她以8分52.78秒的成绩创造3000米障碍赛世界纪录，比上一纪录快了6秒。
2020年3月5日，被田徑誠信委員會（AIU）認定施打運動禁藥紅血球生成素（erythropoietin, EPO），禁賽4年，禁賽期將從2018年2月開始執行，並取消2017年12月1日至2018年2月4日期間所有成績。

## 外部連結
- 露丝·杰贝特在的頁面